# Andrena wilhelmi
Andrena wilhelmi är en biart som beskrevs av Schuberth 1995. Andrena wilhelmi ingår i släktet sandbin, och familjen grävbin. Inga underarter finns listade i Catalogue of Life.